# Administratief arrondissement (België)
België bestaat uit 43 bestuurlijke of administratieve arrondissementen. Oorspronkelijk waren ze het ambtsgebied van de arrondissementscommissaris. De indeling in administratieve arrondissementen is vooral belangrijk voor andere gebiedsindelingen, zoals de kiesarrondissementen, de zendgebieden van de regionale Tv-zenders of NUTS-regio's niveau 3 voor Europese statistieken. Meestal komen de administratieve arrondissementen niet overeen met de gerechtelijke arrondissementen.

## Huidige arrondissementen
Hieronder staat een lijst van deze arrondissementen, ingedeeld naar gewest en provincie.

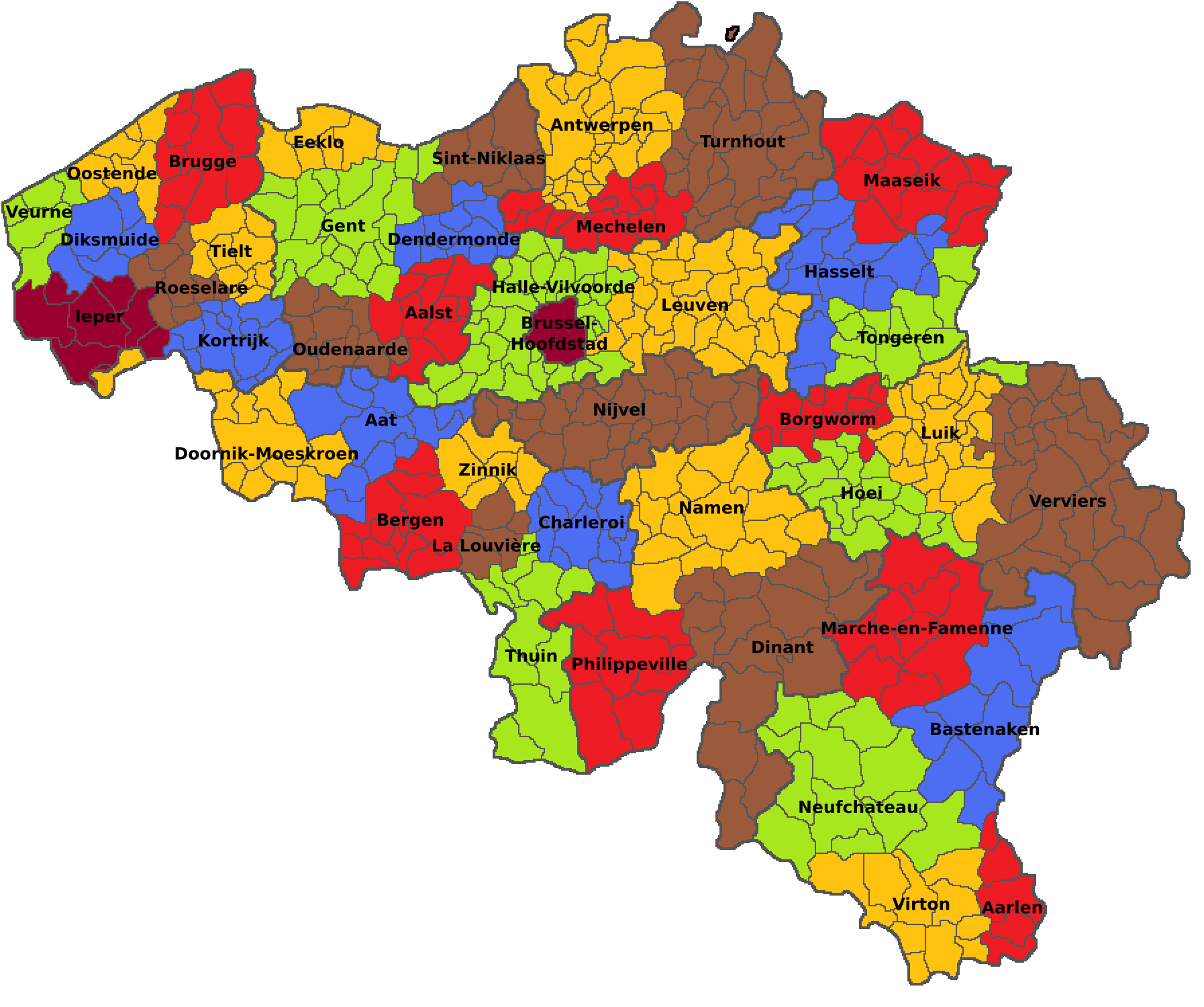
Belgische bestuurlijke arrondissementen

| Brussel | |
| Brussels Hoofdstedelijk Gewest | |
| - Brussel-Hoofdstad | |
| Vlaanderen | |
| - Provincie Antwerpen - Antwerpen - Mechelen - Turnhout - Provincie Limburg - Hasselt - Maaseik - Tongeren - Provincie Oost-Vlaanderen - Aalst - Dendermonde - Eeklo - Gent - Oudenaarde - Sint-Niklaas | - Provincie Vlaams-Brabant - Halle-Vilvoorde - Leuven - Provincie West-Vlaanderen - Brugge - Diksmuide - Ieper - Kortrijk - Oostende - Roeselare - Tielt - Veurne            |
| Wallonië | |
| - Provincie Henegouwen - Aat - Charleroi - Bergen - Zinnik - Thuin - Doornik-Moeskroen - La Louvière - Provincie Luik - Hoei - Luik - Verviers - Borgworm                                               | - Provincie Waals-Brabant - Nijvel - Provincie Luxemburg - Aarlen - Bastenaken - Marche-en-Famenne - Neufchâteau - Virton - Provincie Namen - Dinant - Namen - Philippeville |

## Evolutie
Dit waren de 44 arrondissementen (toen ook districten genoemd) bij het ontstaan van België in 1830-1831 met hun evolutie. Dit houdt geen rekening met gebiedsverandering door gemeenten die van arrondissement wisselden.
| Provincie       | 1831-1839 | 1839-1963 | 1963-1994 | 1995-2018 | 2019-heden |
| --------------- | --- | --- | --- | --- | --- |
| Antwerpen       | Ongewijzigd doorheen de geschiedenis: - Antwerpen - Mechelen - Turnhout                                               | Ongewijzigd doorheen de geschiedenis: - Antwerpen - Mechelen - Turnhout                                               | Ongewijzigd doorheen de geschiedenis: - Antwerpen - Mechelen - Turnhout                                               | Ongewijzigd doorheen de geschiedenis: - Antwerpen - Mechelen - Turnhout                                                         | Ongewijzigd doorheen de geschiedenis: - Antwerpen - Mechelen - Turnhout                                                         |
| Brabant         | 1831-1963: - Brussel - Leuven - Nijvel                                                                                | 1831-1963: - Brussel - Leuven - Nijvel                                                                                | 1963-1994: - Brussel-Hoofdstad - (Brussel-Rand tot 1971) - Halle-Vilvoorde - Leuven - Nijvel                          | 1995-heden: Brussels Hoofdstedelijk Gewest - Brussel-Hoofdstad Vlaams-Brabant - Halle-Vilvoorde - Leuven Waals-Brabant - Nijvel | 1995-heden: Brussels Hoofdstedelijk Gewest - Brussel-Hoofdstad Vlaams-Brabant - Halle-Vilvoorde - Leuven Waals-Brabant - Nijvel |
| Henegouwen      | 1831-1963: - Aat - Bergen - Charleroi - Doornik - Thuin - Zinnik                                                      | 1831-1963: - Aat - Bergen - Charleroi - Doornik - Thuin - Zinnik                                                      | 1963-2018 (na vastleggen taalgrens): - Aat - Bergen - Charleroi - Doornik - Moeskroen - Thuin - Zinnik                | 1963-2018 (na vastleggen taalgrens): - Aat - Bergen - Charleroi - Doornik - Moeskroen - Thuin - Zinnik                          | 2019-heden: - Aat - Bergen - Charleroi - Doornik-Moeskroen - La Louvière - Thuin - Zinnik                                       |
| Limburg         | 1831-1839: - Hasselt - Maastricht - Roermond                                                                          | 1839-heden (na afstaan Nederlands-Limburg): - Hasselt - Maaseik - Tongeren                                            | 1839-heden (na afstaan Nederlands-Limburg): - Hasselt - Maaseik - Tongeren                                            | 1839-heden (na afstaan Nederlands-Limburg): - Hasselt - Maaseik - Tongeren                                                      | 1839-heden (na afstaan Nederlands-Limburg): - Hasselt - Maaseik - Tongeren                                                      |
| Luik            | Ongewijzigd doorheen de geschiedenis: - Borgworm - Hoei - Luik - Verviers                                             | Ongewijzigd doorheen de geschiedenis: - Borgworm - Hoei - Luik - Verviers                                             | Ongewijzigd doorheen de geschiedenis: - Borgworm - Hoei - Luik - Verviers                                             | Ongewijzigd doorheen de geschiedenis: - Borgworm - Hoei - Luik - Verviers                                                       | Ongewijzigd doorheen de geschiedenis: - Borgworm - Hoei - Luik - Verviers                                                       |
| Luxemburg       | 1831-1839: - Aarlen - Bastenaken - Diekirch - Grevenmacher - Luxemburg - Marche-en-Famenne - Neufchâteau - Virton     | 1839-heden (na afstaan Groothertogdom Luxemburg): - Aarlen - Bastenaken - Marche-en-Famenne - Neufchâteau - Virton    | 1839-heden (na afstaan Groothertogdom Luxemburg): - Aarlen - Bastenaken - Marche-en-Famenne - Neufchâteau - Virton    | 1839-heden (na afstaan Groothertogdom Luxemburg): - Aarlen - Bastenaken - Marche-en-Famenne - Neufchâteau - Virton              | 1839-heden (na afstaan Groothertogdom Luxemburg): - Aarlen - Bastenaken - Marche-en-Famenne - Neufchâteau - Virton              |
| Namen           | Ongewijzigd doorheen de geschiedenis: - Dinant - Namen - Philippeville                                                | Ongewijzigd doorheen de geschiedenis: - Dinant - Namen - Philippeville                                                | Ongewijzigd doorheen de geschiedenis: - Dinant - Namen - Philippeville                                                | Ongewijzigd doorheen de geschiedenis: - Dinant - Namen - Philippeville                                                          | Ongewijzigd doorheen de geschiedenis: - Dinant - Namen - Philippeville                                                          |
| Oost-Vlaanderen | Ongewijzigd doorheen de geschiedenis: - Aalst - Dendermonde - Eeklo - Gent - Oudenaarde - Sint-Niklaas                | Ongewijzigd doorheen de geschiedenis: - Aalst - Dendermonde - Eeklo - Gent - Oudenaarde - Sint-Niklaas                | Ongewijzigd doorheen de geschiedenis: - Aalst - Dendermonde - Eeklo - Gent - Oudenaarde - Sint-Niklaas                | Ongewijzigd doorheen de geschiedenis: - Aalst - Dendermonde - Eeklo - Gent - Oudenaarde - Sint-Niklaas                          | Ongewijzigd doorheen de geschiedenis: - Aalst - Dendermonde - Eeklo - Gent - Oudenaarde - Sint-Niklaas                          |
| West-Vlaanderen | Ongewijzigd doorheen de geschiedenis: - Brugge - Diksmuide - Ieper - Kortrijk - Oostende - Roeselare - Tielt - Veurne | Ongewijzigd doorheen de geschiedenis: - Brugge - Diksmuide - Ieper - Kortrijk - Oostende - Roeselare - Tielt - Veurne | Ongewijzigd doorheen de geschiedenis: - Brugge - Diksmuide - Ieper - Kortrijk - Oostende - Roeselare - Tielt - Veurne | Ongewijzigd doorheen de geschiedenis: - Brugge - Diksmuide - Ieper - Kortrijk - Oostende - Roeselare - Tielt - Veurne           | Ongewijzigd doorheen de geschiedenis: - Brugge - Diksmuide - Ieper - Kortrijk - Oostende - Roeselare - Tielt - Veurne           |